# Пусти ме унутра
Пусти ме унутра (енгл. Let Me In) је америчко-британски љубавни хорор филм из 2010. године, римејк шведског филма Отвори врата правом из 2008. Редитељ и сценариста филма је Мет Ривс, а у главним улогама су Коди Смит-Макфи и Клои Грејс Морец. Радња је смештена у Нови Мексико почетком 1980-их и прати 12-годишњег дечака по имену Овен, који је жртва вршњачког насиља. Он се спријатељује са девојчицом свог узраста, Еби, за коју се испоставља да има натприродне моћи јер је вампир.
Иако није успео да понови успех оригинала, филм је добио позитивне критике. На сајту Ротен томејтоуз оцењен је са 88%, а Метакритику са 85%. Добио је Награду Сатурн за најбољи хорор филм, а Морец је на истој додели награда добила признање у категорији најбољих младих глумаца. У истој категорији, Морец је тријумфовала и на додели Награда Емпајер. Поред два освојена Сатурна, филм је био номинован у још 5 категорија и то: за најбољу режију, за најбољег младог глумца (Коди Смит-Макфи), најбољи сценарио, најбољу музику и за најбољу шминку.
Филм је премијерно приказан 13. септембра 2010, на Филмском фестивалу у Торонту у продукцији куће Хамер и дистрибуцији Парамаунт пикчерса. Са буџетом од 20 милиона долара, филм је остварио зараду од 24,1 милиона долара.

## Радња
Радња је смештена у Лос Аламос, Нови Мексико, 1983. године. Овен је 12-годишњак, чији су се родитељи развели и он је остао да живи са мајком. Пошто га други дечаци из разреда непрестано злостављају, Овен проводи вечери сам, напољу, замишљајући како им се свети. Једне ноћи упознаје се са бледом девојчицом његових година, по имену Еби. Она му говори да се недавно доселила у његово суседство и да живи са својим оцем, Томасом. Њих двоје се брзо спријатеље и проводе ноћи размењујући поруке Морзеовом азбуком.
Овен убрзо сазнаје да је Еби вампир, али упркос томе, њихов однос остаје непромењен. Једног дана, детектив који испитује убиства Ебиних жртава умало је спали сунчевом светлошћу и она остаје приморана да га убије пред Овеном. Након тога, она одлучује да се одсели из Лос Аламоса и Овен поново остаје сам.
Када група насилника покуша да удави Овена у базену, Еби се враћа и све их убија, спасавши Овена. На крају филма њих двоје путују возом у непознатом правцу.

## Улоге
| Глумац           | Улога          |
| ---------------- | -------------- |
| Коди Смит-Макфи  | Овен           |
| Клои Грејс Морец | Еби            |
| Елајас Котис     | детектив       |
| Кара Буоно       | Овенова мајка  |
| Саша Барезе      | Вирџинија      |
| Ричард Џенкинс   | Томас          |
| Дилан Минет      | Кени           |
| Ричи Костер      | господин Зорић |
| Џими Пинчак      | Марк           |
| Николас Доријан  | Доналд         |
| Колин Морец      | касир          |
| Дилан Кенин      | Лари           |
| Брет дел Буоно   | Џими           |
| Крис Броунинг    | Џек            |